# Volby do Evropského parlamentu v Belgii 2004
Volby do Evropského parlamentu se konaly v Belgii 13. června 2004.

## Volební výsledky

### Vlámská komunita (14 mandátů)
| Politická strana | Politická strana                                                           | Počet hlasů | Hlasy v % | Změna   | Počet mandátů | Změna |
| ---------------- | -------------------------------------------------------------------------- | ----------- | --------- | ------- | ------------- | ----- |
|                  | Křesťanskodemokratická a vlámská strana – Nová vlámská aliance (CDV – NVA) | 1 131 119   | 28,15     | ▲ +6,47 | 4             | ▲ +1  |
|                  | Vlámský blok (VB)                                                          | 930 731     | 23,16     | ▲ +8,07 | 3             | ▲ +1  |
|                  | Vlámští liberálové a demokraté (VLD)                                       | 880 279     | 21,91     | ▼ -1,7  | 3             | ▬ ±0  |
|                  | Socialistická strana-Sociální liberální strana (SPA-Spirit)                | 716 317     | 17,83     | ▲ +3,62 | 3             | ▲ +1  |
|                  | Groen! (Green! / Green-EFA)                                                | 320 874     | 7,99      | ▼ -3,99 | 1             | ▼ -1  |

### Valonská komunita (9 mandátů)
| Politická strana | Politická strana                      | Počet hlasů | Hlasy v % | Změna    | Počet mandátů | Změna |
| ---------------- | ------------------------------------- | ----------- | --------- | -------- | ------------- | ----- |
|                  | Socialistická strana (PS)             | 878 577     | 36,09     | ▲ +10,31 | 4             | ▲ +1  |
|                  | Reformní hnutí (MR)                   | 671 422     | 27,58     | ▲ +0,59  | 3             | ▬ ±0  |
|                  | Humanistický demokratický střed (CDH) | 368 753     | 15,15     | ▲ +1,84  | 1             | ▬ ±0  |
|                  | Ecolo (Ecolo)                         | 239 687     | 9,84      | ▼ -12,86 | 1             | ▼ -2  |

### Germánská komunita (1 mandát)
| Politická strana | Politická strana                                      | Počet hlasů | Hlasy v % | Změna   | Počet mandátů | Změna |
| ---------------- | ----------------------------------------------------- | ----------- | --------- | ------- | ------------- | ----- |
|                  | Křesťanskosociální strana (CSP-EVP)                   | 15 722      | 42,49     | ▲ +6,02 | 1             | ▬ ±0  |
|                  | Strana pro svobodu a pokrok – Reformní hnutí (PFF-MR) | 8 434       | 22,79     | ▲ +3,19 | 0             | ▬ ±0  |
|                  | Socialistická strana (PS)                             | 5 527       | 14,94     | ▲ +3,52 | 0             | ▬ ±0  |
|                  | Ecolo                                                 | 3 880       | 10,49     | ▼ -6,52 | 0             | ▬ ±0  |
|                  | Strana německojazyčných Belgičanů                     | 3 442       | 9,3       | ▼ -0,62 | 0             | ▬ ±0  |

- Registrovaných voličů – 7 552 240
- Odevzdaných hlasů – 6 857 986 (volební účast 90,8 %)
- Počet neplatných hlasů – 367 995 (5,4 %)
- Počet platných hlasů – 6 489 991 (94,6 %)